# Штучні супутники ДП КБ «Південне»

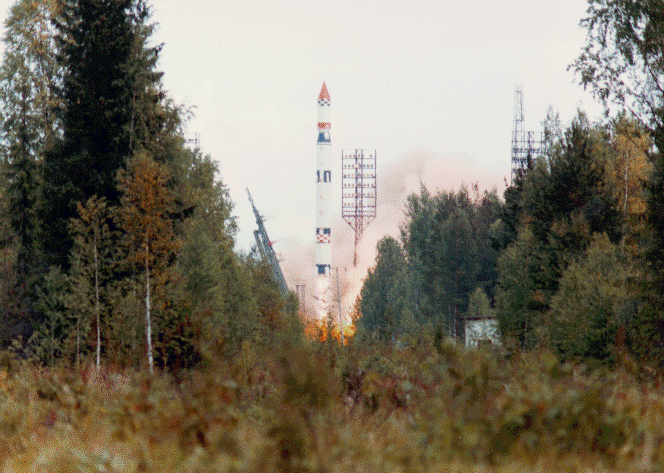
Циклон-3 запускає черговий дніпропетровський супутник

Космічні апарати ДП КБ «Південне» — окрема сфера діяльності КБ, яке відоме на весь світ своїми балістичними ракетами. З початку космічної ери в ДП КБ «Південне» розпочалися роботи з створення власної технологічної, наукової та практичної бази для розробки та виготовлення штучних супутників Землі.

## Історичні предумови
Здійснення польотів у космічному просторі є однією з найбільш визначних і пізнавальних досягнень людства. Запуск першого у світі штучного супутника Землі 4 жовтня 1957 і перший пілотований космічний політ Ю. О. Гагаріна 12 квітня 1961 — яскраві події XX століття — знайшли відображення і в діяльності Державного конструкторського бюро «ДП КБ „Південне“».
Запуски перших космічних апаратів відкрили нові можливості для вивчення космічного простору. Були отримані дані про фізико-хімічних параметрах верхньої атмосфери, характеристики магнітного поля Землі, формах взаємодії заряджених частинок з магнітним полем Землі, фізики космічних променів і ряд інших, в тому числі необхідних для підготовки пілотованих польотів. Однак значне число експериментів, висунутих як першочергові, на перших космічних апаратах не могли бути здійснені, багато отриманих даних потребували уточнення, порівняння і перевірки.

Носій виведення супутників 63С1

Остання обставина визначила потребу в організації систематичних запусків космічних апаратів як для регулярних досліджень навколоземного космічного простору і накопичення статистичних даних, так і для створення спеціальних космічних систем, що функціонували б на постійній довготривалій основі (системи служби Сонця, радіаційної безпеки, іоносферного зондування, виявлення висотних ядерних вибухів і т. д.). Для вирішення поставленого завдання в короткий термін створювалися нові економічні ракетні системи і розроблялися відповідні їх класу космічні апарати, що перекривали за своїми функціональними можливостями широке коло завдань наукового та прикладного призначення.
У цих умовах КБ «Південне» виступило з ініціативою створення ракети-носія легкого класу 63С1 на основі стратегічної балістичної ракети Р-12. Для проведення льотного відпрацювання комплексу 63С1 була організована розробка космічного апарата ДС-1 (Дніпропетровський супутник-1).
Реалізація виявленої ініціативи забезпечила КБ «Південне», що стало другим у країні розробником ракетних комплексів, пріоритетні позиції і в галузі космічного напрямки робіт.
На початку 1961 р. в КБ «Південне» були створені перші спеціалізовані підрозділи з космічної тематики. Виготовлення космічних апаратів було організовано на Південному машинобудівному заводі. Значну практичну допомогу спеціалістам КБ «Південне» у розробці космічних апаратів надав колектив ОКБ-1. У вересні 1961 р. розробка носія 63С1 і космічного апарата ДС-1 вийшла на стадію натурних випробувань.
Перший запуск апарата ДС-1 № 1 відбувся 27 жовтня 1961, але виявився невдалим через аварію ракети носія.
Запуск апарата ДС-1 № 2 відбувся 21 грудня 1961, космічний апарат пролетів по балістичній траєкторії через передчасне вимикання двигуна II ступеня ракети носія.
Після двох невдалих запусків було прийнято рішення про виготовлення найпростішого апарату ДС-2 на основі апаратури і вузлів конструкції космічного апарата ДС-1.
16 березня 1962 ракетою-носієм 6301 № 6 ЛК космічний апарат ДС-2 № 1 був запущений і виведений на орбіту штучного супутника Землі. Так почав функціонувати перший розроблений ДП КБ «Південне» космічний апарат, що отримав офіційне найменування «Космос-1» і став первістком реалізації радянської програми космічних досліджень «Космос».
З тих пір 16 березня відзначається в ДКБ «Південне» щорічно як день народження космічного напрямки робіт. Конструкторське бюро знайшло пріоритетну спеціалізацію розробника космічних апаратів і комплексів у таких областях космічної діяльності, як фундаментальні наукові дослідження навколоземного космічного простору, Сонця і сонячно-земних зв'язків, океанографічні дослідження, спостереження Землі та відпрацювання спеціальних комплексів в інтересах Міністерства оборони СРСР. По кожному з цих напрямків створено кілька поколінь космічних апаратів, які успішно застосовувалися для вирішення цільових завдань (деякі космічні апарати продовжують експлуатуватися і в даний час).
За 40 років робіт зі створення космічних апаратів Державне конструкторське бюро «Південне» спільно з кооперацією розробило понад 70 типів космічних апаратів, здало в експлуатацію 15 космічних комплексів світового рівня, здійснило запуск на орбіту близько 400 космічних апаратів власної розробки. До досягнень підприємства слід, зокрема, віднести:
- Розробку та реалізацію вперше у світовій практиці принципу створення уніфікованих платформ КА, як основи спеціалізованих КА, що отримуються в результаті оснащення платформ комплексами апаратури цільового призначення;
- Реалізацію на апаратах власної розробки (одним з перших у колишньому СРСР) гравітаційно-магнітних систем стабілізації різного класу і естротелевізійних систем прецизійної індикації параметрів кутового положення КА;
- Розробку та реалізацію систем електропостачання КА різного класу, що використовують оригінальні рішення в частині секціонування сонячних батарей;
- Розробку та впровадження в практику високоефективних активних і пасивних систем забезпечення температурних режимів КА, газореактивних та рідинних рухових установок систем орієнтації і стабілізації КА;
- Розробку і реалізацію методів проектування широкого кола ефективних антенних систем для ракет-носіїв і космічних апаратів, вирішення проблеми забезпечення безперервної радіозв'язку бойових ракет при їх русі на низхідному ділянці траєкторії.

Державне конструкторське бюро «Південне» має великий досвід міжнародного співробітництва в галузі космічних досліджень. Спільні проекти виконувалися з країнами Східної Європи, Францією, Індією, Швецією. У рамках програми «Інтеркосмос» розроблено, виготовлено на Південному машинобудівному заводі і виведено на орбіту 22 автоматичних супутника Землі, отримані пріоритетні результати з цілого ряду напрямків досліджень.
За минулі роки накопичено значний науково-технічний потенціал, вихований колектив висококваліфікованих фахівців, створена експериментальна база для розвитку традиційних і нових напрямків космічної техніки, що використовуються при проведенні робіт ДП "КБ «Південне» у рамках реалізації Національної космічної програми України і міждержавних космічних програм.
Разом з Конструкторським бюро "КБ «Південне», головною організацією з космічних апаратів, і ВО «Південний машинобудівний завод» (м. Дніпропетровськ), головним заводом виробником КА, в розробці, виготовленні, випробуваннях та експлуатації КА брала участь широка кооперація підприємств і організацій багатьох галузей промисловості і організацій замовляють відомств. Основні з них за напрямками робіт (у найменуваннях 1990 року):
- — Бортова спеціальна апаратура КА — НВО ім. Плешакова, м. Москва; ЛНПО «Вектор», м. Ленінград; ЦНПО «Вимпел», м. Москва; ЦНПО "Комета", м. Москва; НВО "Астрофізика", м. Москва; ДКБ МЕІ, м. Москва; Ленінградське оптико-механічне об'єднання, м. Ленінград;
- — Бортова наукова і дослідницька апаратура КА — організації по тексту частини 3 книги; 1/1КІ АН СРСР — пару і відпрацювання бортових комплексів наукової апаратури;
- — Бортова та наземна апаратура командно-програмно траєкторних радіоліній — НВО точних приладів, м. Москва; ВО «Київприлад», м. Київ; НДІ автоматики, м. Пенза;
- — Наземні комплекси управління КА, центри управління польотом КА, НВО точних приладів, м. Москва; ДНВП «Орбіта», м. Дніпропетровськ;
- — Бортова та наземна апаратура радіотелеметрична систем та радіоліній передачі і прийому спеціальної інформації — НВО космічного приладобудування, м. Москва; ОКБ Московського енергетичного інституту, м. Москва; ВО «Іжевський радіозавод», м. Іжевськ; ЛПО ім. В. І. Леніна, м. Львів; НДІ автоматики, м. Пенза;
- — Бортові прилади, апаратура і системи орієнтації, управління рухом та визначення орієнтації КА — НВО «Хартрон», м. Харків; КБ "Електроавтоматика", НВО "Хартрон", м. Запоріжжя; Центральний НДІ автоматики та гідравліки, м. Москва; Київський завод автоматики ім. Г. І. Петровського, м. Київ; НВО прикладної механіки, м. Москва; ВО "Корпус", м. Саратов; НВО "Полюс", м. Томськ; Омський електромеханічний завод, м. Омськ; НВО "Геофізика", м . Москва; завод "Квант", м. Ростов-на-Дону; Московське дослідно-конструкторське бюро "Марс", м. Москва; ДКБ "Рудгеофізіка", м Ленінград; ВНДІ метрології ім. Менделєєва, Московська обл.; НПС "Квант", м. Москва;
- — Системи та апаратура електропостачання КА: НВО "Квант", м. Москва; ЛНПС "Джерело", м. Ленінград; НВП "Сатурн", м. Краснодар; ВО "Харківський завод електроапаратури", м. Харків; завод "Позитив", Московська обл.; Чернігівський завод радіоприладів, м. Чернігів;
- — Технічні комплекси й наземне технологічне обладнання КА — КЕ транспортного машинобудування, м. Москва; КБ "Мотор", м. Москва; Центральне КЕ транспортного машинобудування, м. Калінін; Горьковський науково-дослідний приладобудівний інститут, м. Горький,
- — Технічна і передстартової підготовка і запуск КА — Науково-дослідні випробувальні полігони Капустін Яр, Байконур, Плесецьк;
- — Льотне відпрацювання і керування польотом КА. прийом з КА наукової інформації — Головний центр випробувань і управління космічними засобами МО [в / ч 32103] Центри керуванняння польотом «Голіцино-2», «Рокот», ЦУП-М;
- — Прийом з КА і обробка спеціальної та дослідницької інформації — 16 Центр МО; Державний науково-дослідний центр дослідження природних ресурсів, Московська обл.; Арктичний і Антарктичний НДІ, Ленінградська обл.; Морський гідрофізичний інститут, м. Севастополь;
- — Військово-технічний супровід створення КА — НДІ-4 МО, 50 ЦНІІКС МО, 45СНІІМО;
- — Наукове та науково-технічний супровід створення КА — Центральний НДІ машинобудування, Московська обл.; Інститут прикладної математики АН СРСР м. Москва; Інститут прикладної механіки АН України, м. Дніпропетровськ; Дніпропетровський державний університет;
- — Технологічне супроводження створення КА — Дніпровський НДІ технології машинобудування, м. Дніпропетровськ;
- — Наземна інфраструктура засобів управління, прийому і обробки космічної інформації України — ДНВП «Орбіта», м. Дніпропетровськ; НДІ радіовимірювань м. Харків; Національний центр управління та випробувань космічних засобів, м. Євпаторія; Центр прийому інформації НКАУ (ДНВП «Q6piH», Чернігівська обл.).

## Пошуковий етап робіт
Найважливішим завданням, яке розв'язувалось одночасно з роботами по створенню носія 63С1 і космічного апарата ДС-1, було визначення потенційних областей ефективного застосування космічної техніки та формування плану проведення проектно-конструкторських та експериментальних робіт в натурних умовах, спрямованих на підтвердження розрахункових передумов, вироблення висновків про можливість створення експлуатаційних космічних систем і вимог до них.
У грудні 1959 р. створюється Міжвідомчий науково-технічна рада з космічних досліджень при АН СРСР на чолі з академіком М. В. Келдишем, на який покладається розробка тематичних планів зі створення космічних апаратів, видача основних технічних завдань, науково-технічна координація робіт з дослідження і освоєння верхньої атмосфери і космічного простору, підготовка питань організації міжнародного співробітництва в космічних дослідженнях. Членом Президії Міжвідомчої науково-технічної ради з космічних досліджень затверджується М. К. Янгель.
В області прикладних задач проведення подібних робіт було доручено НДІ-4 Міністерства оборони.
Спільними зусиллями Академії наук та Міністерства оборони СРСР була підготовлена і остаточно затверджена у серпні 1960 р. програма першої черги пусків ракети-носія 63С1. До програми увійшли завдання на розробку і запуск космічних апаратів ДС-А1, ДС-П1, ДС-К8, на яких поряд з рішенням дослідних завдань ставилися і військово-прикладні експерименти. Перша черга пусків ракети-носія 63С1 передбачала також виведення на орбіту дослідницьких апаратів 1мс, 2МС розробки ОКБ-1.
Вже до грудня 1961 р. була випущена проектна документація на апарати ДС-А1, ДС-П1, ДС-К8. У червні 1962 виведений на орбіту перший із зазначених апаратів — ДС-П1, а в лютому 1963 пуски ракети-носія 63С1 першої черги були завершені.

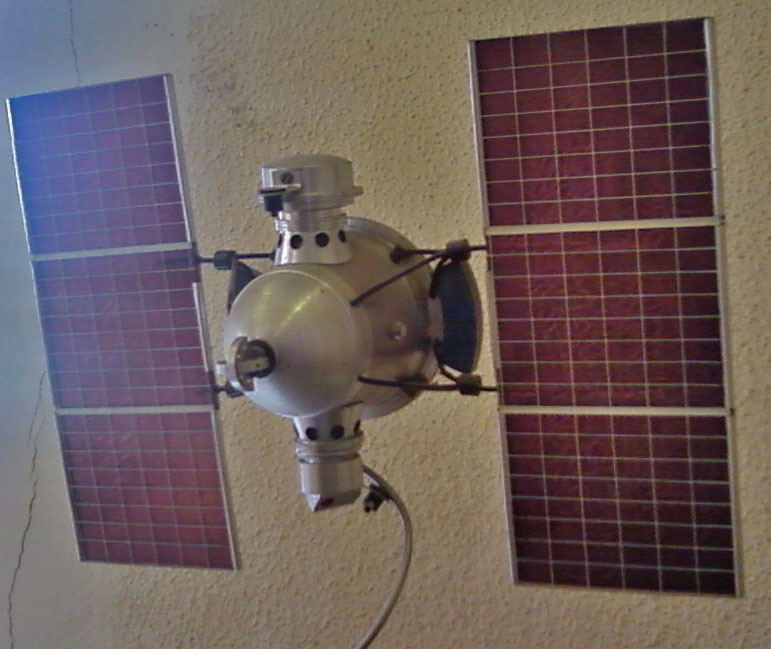
Експериментальний супутник Омега-1

У програму другої черги пусків ракети-носія 63С1, затверджену у липні 1962 р., крім апаратів ДС-А1 і ДС-П1 увійшли знову розроблені дослідницькі космічні апарати ДС-МТ і ДС-МР, а також космічний апарат «Омега-1», створений фахівцями Всесоюзного науково-дослідного інституту електромеханіки для відпрацювання електромаховичної системи орієнтації. Передбачили й повторний запуск космічного апарата ДС-2 для відпрацювання запуску з нової шахтної стартової позиції ракети-носія 63С1.
Перший пуск носія 63С1 другої черги відбувся в травні 1963 р., останній — в червні 1965 р. (космічний апарат ДС-А1).
Пошуковий етап робіт з космічної тематики завершився запуском малого космічного апарата оптичної комплектації ДС-МО в березні 1967 р., замикав програми третьої черги пусків ракети-носія 63С1. Загалом здійснено 15 успішних запусків космічних апаратів восьми типів.
Космічні апарати ДС-1, ДС-А1, ДС-К8, ДС-П1, ДС-МР, ДС-МТ виконані з максимально можливим використанням загальної конструктивної і апаратурної схеми. Герметичний корпус космічного апарата складається з двох напівсферичний днищ і циліндричної проставки діаметром 800 мм. Всередині корпусу, заповненого азотом, розташовані ферми, на яких розміщуються блоки хімічних батарей, радіотехнічний комплекс, апаратура управління та електронні блоки дослідницької апаратури Датчики дослідницької апаратури встановлюються на циліндричній частині корпусу і верхньому днищі.
Бортова апаратура забезпечує космічного апарата комплектувалася, як правило, з серійно виготовляються приладів і обладнання ракетної техніки. Базовими елементами апаратурного комплексу апарата стали апаратура командної радіолінії БКРЛ-Е розробки НДІ-648, радіотелеметрична система «Трал-МСД» і система радіоконтролю орбіти «Рубін-1Д» розробки Дослідно-конструкторського бюро Московського енергетичного інституту, хімічні джерела живлення розробки Всесоюзного науково-дослідного інституту джерел струму.
Система терморегулювання побудована на основі використання двох вентиляторів, блоку управління з температурними датчиками та радіаційної поверхні. На апаратах ДС-МТ і ДС-МР застосований внесений теплообмінник з радіаційної поверхнею.
Антенно-фідерні пристрої космічних апаратів містять 4 штирові, 5 стрічкових і одну щілинну антени.
Довжина циліндричної частини корпусу не є сталою і змінюється від апарата до апарата в залежності від складу і габаритів електронних блоків дослідницької апаратури. Корпус космічного апарата ДС-2 зібраний без використання циліндричної проставки.
Всі апарати пошукового етапу розроблені без використання системи орієнтації в просторі. Виняток становить апарат ДС-МО, відомий з літературних джерел як «космічна стріла», на якому вперше у світовій практиці була застосована аерогіроскопічна система орієнтації космічного апарата. Характерною деталлю зовнішнього вигляду апарата є висувна спідниця аеростабілізатора.
На апараті ДС-П1 була вперше в практиці ОКБ-586 застосована сонячна енергоустановка. Батарея фотоперетворювачів виконана у формі додекаедр, жорстко пов'язаного з герметичним контейнером.
Маса перших апаратів знаходилася в межах від 47 ДС-2 до 321 кг ДС-МО, маса дослідницької апаратури — від 4,5 кг до 44 кг. Термін активного існування космічного апарата на орбіті (за винятком апарата ДС-П1) визначався можливістю хімічних джерел живлення і становив 10 … 15 діб.
Управління функціонуванням космічного апарата і прийом наукової інформації здійснювалися засобами наземного командно-вимірювального комплексу Міністерства оборони СРСР.
Виконані на даному етапі роботи дозволили не тільки сформувати цільові напрямки подальшого розвитку космічної техніки на підприємстві і в СРСР в цілому, але і підготувати нові економічні рішення в галузі проектно-технологічної бази, впритул підійти до ідеї уніфікованих космічних апаратів.

## Малі уніфіковані апарати

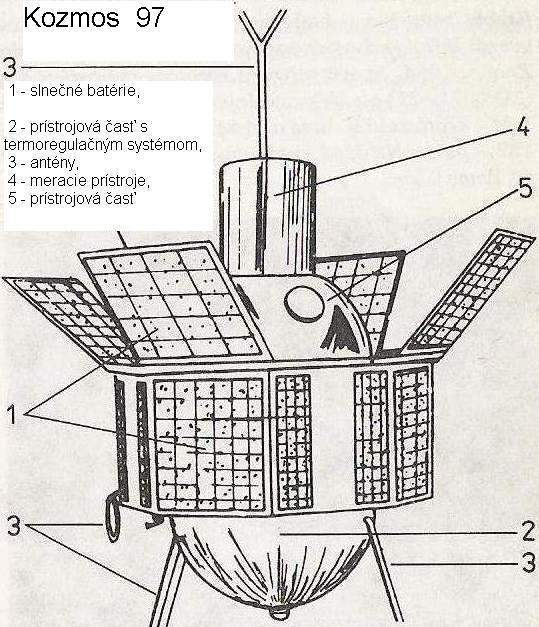
Космічний апарат на платформі ДС-У2 — Космос-97

Позитивні результати перших робіт, що підтвердили перспективність дистанційних методів вирішення наукових і прикладних задач, стимулювали величезний потік заявок різних організацій на створення нових космічних апаратів та обладнання їх апаратурою того чи іншого цільового призначення.
Це викликало необхідність розширення фронту пошукових і проектних робіт. У зв'язку з цим був зроблений наступний організаційний крок у розвитку тематики робіт в ОКБ-586 — сформований спеціальний комплекс з розрахунково-теоретичними підрозділами.
Разом з тим, аналіз отриманих заявок показав, що за багатьма пропозиціями стоять перспективи розвитку їх у великі самостійні напрямки розробок космічних апаратів, одночасне охоплення яких одному підприємству був не під силу.
Було вироблено і прийнято рішення про передачу ряду тим разом з розробленою в ОКБ-586 проектною документацією іншим підприємствам: Всесоюзному науково-дослідному інституту електромеханіки квітень 1962, ОКБ-10 серпень 1962, філії № −3 Центрального конструкторського бюро енергетичного машинобудування червень 1967. Ці підприємства успішно працюють над подальшим розвитком тематичних напрямків, що зародилися в ОКБ-586. Але обсяг замовлень був настільки великий, що впоратися з його виконанням можна було за умови вжиття радикальних заходів щодо зниження часу і вартості розробки і виготовлення космічних апаратів. Важливим кроком на цьому шляху стало прийняття рішення про створення за технічним завданням АН СРСР першої у світі серії уніфікованих космічних апаратів. В результаті узагальнення досвіду проектування, виготовлення і експлуатації космічних апаратів був обраний основний принцип уніфікації — незалежність комплексу забезпечують систем, конструкції апарата та схеми управління бортовою апаратурою від конкретної розв'язуваної наукової задачі. Це в свою чергу дало можливість організувати серійне виробництво космічних апаратів та комплектуючих елементів, а тим самим — розширити фронт наукових досліджень у навколоземному космічному просторі.
Було очевидно, що у зв'язку з різноманіттям дослідних завдань і відмінностями вимог до проведення експериментів створити один тип уніфікованого космічного апарата, на якому можна було б вирішувати будь-яку наукову задачу, неможливо. Дійсно, ряд досліджень, які не потребують тривалого циклу експериментів у космосі, доцільно було проводити на космічних апаратах з хімічними джерелами струму. Для досліджень, що вимагають значного терміну активного існування апарата, навпаки, краще підходило застосування сонячної енергоустановки на основі батареї фотоперетворювачів. Ряд науково-дослідних завдань вимагав орієнтації космічного апарата на Сонце.
У результаті було ухвалено рішення про створення трьох модифікацій уніфікованої супутникової платформи: неорієнтованому в просторі з хімічними джерелами енергії — ДС-У1, неорієнтованому з сонячними батареями — ДС-У2 і орієнтованою на Сонці — ДС-У3, Ескізний проект уніфікованих космічних апаратів був розроблений в 1963 р.
Значний обсяг проведених тематичних робіт зумовив створення у структурі ОКБ-586 за наказом Міністра загального машинобудування від 30 жовтня 1965 спеціалізованого конструкторського бюро з космічної тематики. Всього в серії уніфікованих космічних апаратів в період 1963—1976 рр.. було розроблено, виготовлено й виведено на орбіту 49 космічних апаратів. Більшість з цих апаратів з метою розширення їх функціональних можливостей були додатково оснащені пристроями і системами заспокоєння космічного апарата, закрутки його навколо поздовжньої осі або орієнтації за вектором напруженості магнітного поля Землі.
Про високий науково-технічному рівні розробки малих уніфікованих космічних апаратів свідчать 30 винаходів. Малі уніфіковані супутникові платформи стали інструментальної основою для організації міжнародного співробітництва в галузі дослідження космічного простору за програмою «Інтеркосмос».
Результати наукових досліджень по ряду проблем фізики космічного простору, виконаних на базі малих уніфікованих космічних апаратів, отримали високу оцінку і світове визнання, вони доповіли на 27 міжнародних симпозіумах і конгресах, опубліковані в 95 наукових статтях у вітчизняних та зарубіжних виданнях і продемонстровані на десяти міжнародних і чотирьох всесоюзних виставках.

## Автоматичні універсальні орбітальної станції

### Концепція створення
Малі уніфіковані космічні апарати серії ДС-У зіграли видатну роль у проведенні піонерських досліджень фізичних особливостей і визначенні характеристик навколоземного космічного простору.
До початку 1970-х р.р. придбала значну актуальність завдання вивчення механізмів взаємозв'язку окремих фізичних явищ в ближньому космосі і сонячно-земних зв'язків. Апарати типу ДС-У вже не підходили для вирішення такої комплексної задачі з огляду на обмежених ресурсних і функціональних можливостей.
Результати аналізу, проведеного в 1971 р. Конструкторським бюро ДП КБ «Південне», показали, що більшість завдань (незалежно від відомчої належності) можуть бути представлені у вигляді декількох груп. Однотипність вимог з боку завдань однієї групи визначила технічну та економічну доцільність створення, модернізації та розвитку спеціалізованих космічних апаратів як комплектацій єдиної бази апаратів, що одержала найменування «багатоцільовий космічний апарат» (КАМ). Зокрема, було показано, що більшість наукових і прикладних задач, що вимагають збору, запам'ятовування та передачі інформації по радіоканалах, можуть бути вирішені на базі багатоцільових космічних апаратів тільки трьох класів: КАМ-1, КАМ-11, КАМ-111.
В результаті виконаних проектних проробок було зроблено висновок, що потреби фундаментальних досліджень навколоземного космічного простору майже цілком покриваються використанням двох модифікацій автоматичної універсальної орбітальної станції класу КАМ-1 з орієнтацією на Землю (Автоматична універсальна орбітальна станція АУОС-3) і на Сонце (АУОС-СМ). Станції стали базовими платформами для створення цільових дослідницьких апаратів шляхом оснащення їх відповідними бортовими комплексами наукової апаратури.

### Серія АУОС
Автоматична універсальна орбітальна станція АУОС-3 призначена для комплексного вивчення космічного простору, фізичної природи явищ сонячної активності, геофізичних явищ і зв'язки цих явищ з сонячною активністю, здійснюваного за програмою міжнародного співробітництва, а також для проведення експериментів в інтересах народного господарства. Вона забезпечує мінімум змін конструкції і складу бортового забезпечує комплексу при переході від одного застосування до іншого.
Базовий космічний апарат АУОС-СМ призначений для забезпечення проведення комплексних досліджень Сонця в інтересах науки і народного господарства в рамках проектів «Коронас-І», «Коронас-Ф», «Фотон».
Супутник наукового призначення АУОС-СМ-КФ для дослідження активності Сонця. Супутник АУОС-СМ-КФ був виведений на орбіту 31 липня 2001 ракетою-носієм «Циклон-3» з космодрому «Плесецьк». Створювався на базі уніфікованої космічної платформи АУОС-СМ розробки ДП КБ «Південне».
Наукова інформація приймалася наземними засобами ІЗМІРАН в м. Троїцьку (РФ) і в м. Нойштреліц (Німеччина).
Призначений для проведення комплексних наукових експериментів з дослідження активності Сонця (проект «Коронас-Ф»):
- — Дослідження динаміки сонячних спалахів різних типів;
- — Визначення параметрів струмового шару, оцінки ролі теплових і нетеплових процесів, прискорених електронів і протонів;
- — Вивчення еволюції активної області Сонця в перед- та після-спалахової фазах;
- — Безперервні спостереження великомасштабної структури спокійній корони Сонця і еволюції корональний дірок;
- — Дослідження внутрішньої будови і динаміки стану Сонця, включаючи обертання його внутрішніх шарів за спостереженнями коливань Сонця.

Проект має світове значення за складом розв'язуваних завдань. Комплексні спостереження активності Сонця із супутника «Коронас-Ф» дозволили отримати нові знання про внутрішню будову Сонця, його активності поблизу максимуму сонячного циклу, краще зрозуміти сонячно-земних зв'язків та механізми впливу сонячної активності на навколоземний космічний простір і земну атмосферу.
Основними науковими цілями зазначених проектів є дослідження фізичних процесів, що відбуваються при виділенні і перенесення енергії в різних областях активного Сонця і прилеглих до них районах, а також розробка на цій основі діагностичного апаратурного комплексу для прогнозування сонячної активності на постійній (регулярної) основі.
Концептуальні основи уніфікації станцій Автоматична універсальна орбітальна станція АУОС-3 і АУОС-СМ залишилися в принципі такими ж, як і раніше сформульовані для апаратів серії ДС-У. Разом з тим суттєво зросли функціональні можливості апаратів щодо забезпечення бортового наукового комплексу сервісними функціями в частині установчої маси (до 400—600 кг), середньодобової споживаної потужності (не менше 50 Вт), точності орієнтації, обсягу командних впливів, інформаційних характеристик радіоліній. Уніфікація торкнулася і структури бортового наукового комплексу — в нього як незмінні елементи були введені система технічного забезпечення наукових приладів і апаратура радіолінії міжнародного діапазону частот для скидання інформації безпосередньо закордонним постановникам експериментів за програмою «Інтеркосмос».
Все це дозволило збільшити кількість встановлюються на борту космічного апарата наукових приладів від декількох одиниць до двох десятків і більше і тим самим реалізувати комплексний характер здійснюваних експериментів.
Розробка цільових комплектацій станцій Автоматична універсальна орбітальна станція АУОС-3 була почата в 1973 р. Всі проведені на станції експерименти можна віднести до розряду унікальних.
Всього за період з 1973—1991 р.р. розроблено, виготовлено та запущено 11 космічних апаратів, створених на базі платформи Автоматична універсальна орбітальна станція АУОС-3, у тому числі дев'ять — за програмою міжнародного співробітництва. Використання ідей уніфікації дозволило вирішити поставлене завдання з мінімальними витратами часу і коштів.
Виведено на орбіту АУОС-СМ-К-І — з цільовою завданням проведення експерименту «Коронас-І» з дослідження випромінювання Сонця в широкому спектральному діапазоні.
Запуски всіх комплектацій станцій Автоматична універсальна орбітальна станція АУОС-3 і АУОС-СМ здійснювалися з космодрому Плесецьк ракетами-носіями 11К65М (на початковому етапі) і 11К68.

## Юстировочні та калібрувальні космічні апарати

### Юстировочні та калібрувальні апарати
До апаратів першого покоління відносяться космічні апарати ДС-П1-Ю, ДС-П1-І та «Тюльпан», створені на базі космічного апарата ДС-П1 для вирішення військово-прикладних задач відпрацювання, юстування, калібрування та паспортизації спеціальних комплексів наземного і космічного базування Міністерства оборони СРСР.

## Космічні апарати радіоелектронного спостереження

### Цільове призначення та історія розвитку напрямку
Початок робіт за напрямом створення космічних засобів радіоелектронного спостереження відноситься до серпня 1960 р., коли вперше була поставлена задача розробки в інтересах Міністерства оборони СРСР першого експериментального космічного апарата — ДС-К8 — з цільовим призначенням відпрацювання методів і засобів визначення параметрів радіолокаційних сигналів радіолокаційних станцій систем оборонного призначення.
Проведені дослідження за допомогою апаратури, встановленої на космічний апарат ДС-К8, показали необхідність і доцільність створення досконалішої спеціальної апаратури і спеціалізованих КА для її розміщення. Було прийнято рішення про реалізацію двохетапної схеми розгортання дослідно-констукторських робіт зі створення космічних засобів радіотехнічного спостереження радіолокаційними системами. Першим етапом передбачалися розробка з урахуванням досвіду створення уніфікованих космічних апаратів модифікацій ДС-У1 ЦС-У2 і запуск двох експериментальних космічних апаратів ДС-К40, на які встановлювалася спеціальна апаратура, модернізована в частині чутливості, габаритів і вагових характеристик. Запуски обох апаратів ДС-К40, що відбулися в 1965 … 1966 рр.., Виявилися невдалими через аварії ракети-носія.
Другим етапом розвитку напрямку стало створення космічних апаратів радіотехнічного спостереження як елементів системи «Цілина» на базі значно полегшеною спеціальної апаратури, виконаної на мікроелементної базі.
Розробка системи «Цілина» почалася в 1964 р.
До складу системи входили космічні апарати «Цілина-0» і «Цілина-Д».
Космічний апарат «Цілина-0» призначався для проведення оглядових радіотехнічних спостережень. Він був неорієнтований, оригінальної конструкції, з використанням деяких вузлів раніше створених космічних апаратів, з сонячними джерелами живлення.
Цільовим призначенням космічного апарата «Цілина-Д» було ведення детальних радіотехнічних вимірювань за допомогою бортової апаратури шляхом прийому, аналізу та високоточної прив'язки до місцевості джерел радіотехнічних сигналів. Цей космічний апарат належить до класу орієнтована в орбітальній системі координат і відрізняється від раніше розроблених КА складнішим комплексом спеціальної та забезпечує апаратури.
Досвід експлуатації космічних апаратів «Цілина-0» і «Цілина-Д» у складі системи «Цілина» продемонстрував високу ефективність виконання цільових завдань, обумовлену прийнятими технічними рішеннями, а також дозволив встановити потенційні можливості подальшого вдосконалення комплексів радіотехнічного спостереження.
На основі результатів аналізу функціонування системи «Цілина» і перспектив розвитку бортовий спеціальної та забезпечує апаратури було визначено низку основоположних технічних рішень стосовно космічному апарату наступного покоління "Цілина 2, прийнятому до розробки у 1972 р., а саме:
- — Поєднані в одному космічному апараті функції оглядового й детального спостереження;
- — Розширено частотний діапазон;
- — Розширена смуга огляду детального спостереження;
- — Покращені характеристики періодичності та оперативності спостереження (зокрема, передбачена передача спеціальної інформації на Землю через космічний апарат-ретранслятор);
- — Обрана квазісінхронная орбіта, що забезпечує підвищення ефективності контролю за зміною радіотехнічної обстановки;
- — Вибрані склад і функції бортового комплексу управління з урахуванням використання його в структурі автоматизованої системи управління космічним апаратом;
- — Збільшено час активного існування космічного апарата;
- — Істотно зросли такі показники космічного апарата, як вага апаратури бортового спеціального комплексу, обсяг інформації, точність орієнтації, потужність системи електропостачання.

У 1980-х роках на основі космічного апарата «Цілина-Д» була створена комплектація апарата «Цілина-Р», оснащений спеціальною апаратурою для спостереження джерел радіовипромінювань. Введення космічного апарата «Цілина-Р» в експлуатацію забезпечив рішення завдань радіоелектронного спостереження в повному обсязі.
Космічні системи з апаратами «Цілина-0», «Цілина-Д», «Цілина-Р» та «Цілина-2» були прийняті на озброєння Радянської Армії.

## Міжнародна співпраця

### Програма «Інтеркосмос»
Конструкторське бюро «Південне» внесло основний внесок в розвиток матеріальної бази та здійснення міжнародного співробітництва соціалістичних країн у галузі фундаментальних наукових досліджень навколоземного космічного простору з використанням засобів космічної техніки. Практична діяльність підприємства в цьому напрямку проводилася у взаємодії з Радою з міжнародного співробітництва при Академії наук СРСР «Інтеркосмос», створеним в 1966 р. для координації робіт міністерств, відомств, наукових установ і промислових підприємств СРСР.
Конструкторське бюро «Південне» виступило з ініціативою використовувати для постанови спільних наукових експериментів малі уніфіковані космічні апарати серії ДС-У власної розробки (1965 р.), а згодом, у 1976 р. — автоматичну універсальну орбітальну станцію. Ця ініціатива була підтримана, що дозволило Академії наук СРСР у кооперації з Академіями наук соціалістичних країн: НРБ, УНР, НДР, республіки Куба, МНР, ПНР, СРР, ЧССР, СРВ, а в подальшому за участю наукових організацій Франції, Індії, Швеції, Австрії та інших країн здійснити широкомасштабну комплексну програму космічних досліджень (програма «Інтеркосмос»).
Перший апарат «Інтеркосмос-1» був запущений ракетою-носієм 11К63 з космодрому Капустін Яр 14 жовтня 1969 З 25 автоматичних апаратів, виведених на орбіту в СРСР за програмою «Інтеркосмос», 22 створені в Конструкторському бюро «Південне» і виготовлені у виробничому об'єднанні «Південний машинобудівний завод».
Відомості про космічних апаратах «Інтеркосмос» та результати їх функціонування представлені в розділах «Малі уніфіковані апарати» та «Автоматичні універсальні орбітальні станції».

## Космічні апарати, розробка яких передана іншим організаціям

### Космічний апарат «Метеор»

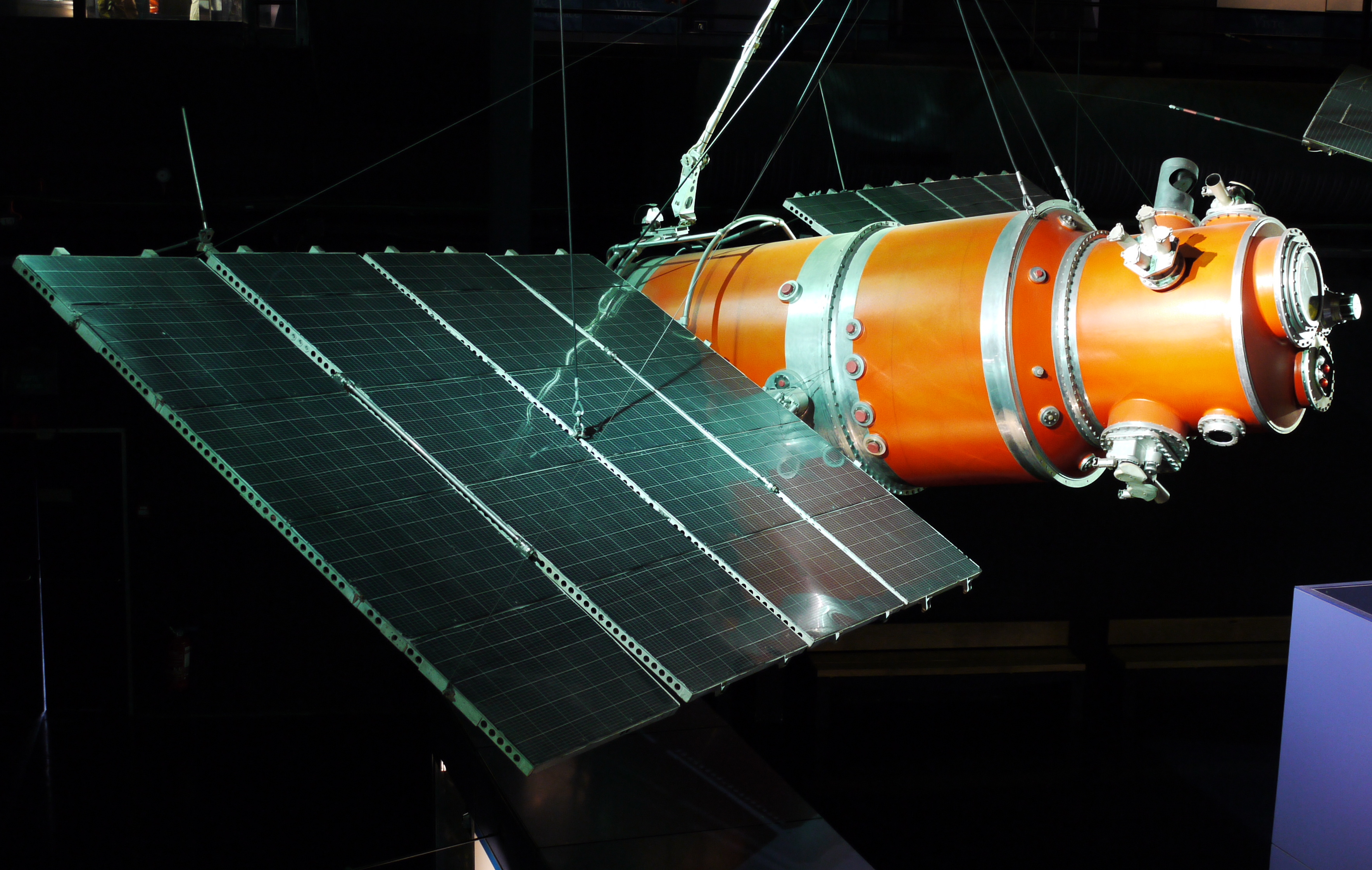
Космічний апарат серії Метеор

Постановою ЦК КПРС і РМ СРСР від 30 жовтня 1961 ОКБ-586 була доручена розробка космічного апарата для вітчизняної метеорологічної системи «Метеор». Для виведення космічних апаратів планувалося використовувати розробляється в той час вОКБ-586 двоступеневу ракету-носій 65СЗ.
Розробка ескізного проекту космічного апарата «Метеор» проводилася в 1961 … 1962 р.р. За технічним завданням і проекту до складу космічного апарата входила наступна основна дослідницька апаратура:
- — Телевізійна (розробник Всесоюзний науково-дослідний інститут телебачення);
- — Інфрачервона (розробник Науково-дослідний інститут № 10);
- — Актінометричну (розробник Центральне конструкторське бюро «Геофізика»).

Забезпечує комплекс складався з системи електропостачання на базі орієнтована сонячної батареї, гравітаційної системи орієнтації та стабілізації з газореактівной системою для первісної орієнтації космічного апарата на Землю, телеметричної і командно-програмної систем. Маса космічного апарата на стадії ескізного проекту відповідала проектним енергетичними можливостями ракети-носія 65СЗ.
У процесі розробки в ОКБ-586 була визначена основна кооперація суміжників, знайдені вдалі технічні рішення по окремих системах (зокрема, розкривається зонтична антена для телевізійної апаратури).
Однак у силу різних причин, викликаних в першу чергу необхідністю використання усіх наявних потужностей ОКБ-586 і заводу № 586 під розробку нового покоління ракет стратегічного призначення і надпотужної ракети Р-56, М. К. Янгель вийшов з пропозицією про передачу розробки космічного апарата "Метеор"у Всесоюзний науково-дослідний інститут електромеханіки, а ракети-носія 65СЗ65СЗ і космічних апаратів зв'язкового призначення — в ОКБ-10.
Комісія Президії РМ СРСР з військово-промислових питань підтримала цю пропозицію, зберігши за ОКБ-586 головний роль за вказаними системам. У результаті ракета-носій 65СЗ була, передана для подальшої розробки в ОКБ-10, а космічний апарат «Метеор» — у Всесоюзний НДІ електромеханіки. У травні 1962 р. у Всесоюзний НДІ електромеханіки була передана розроблена проектна документація з космічного апарата «Метеор» і направлена бригада фахівців для надання допомоги у подальшій його розробці.
Протягом 1962 р. в проект були внесені істотні зміни: гравітаційна система орієнтації та стабілізації була замінена на активну електромаховічную систему, розроблена система орієнтації сонячних батарей, внесені зміни в конструкцію космічного апарата. За ОКБ-586 залишилася розробка, а за заводом № 586 — виготовлення та постачання корпусних вузлів, газореактівной системи, антенно-фідерних пристроїв та ряду інших.
Як наслідок деякого «перетяжеленія» космічного апарата і відставання у роботах з носію 65СЗ, було прийнято рішення використовувати для запуску космічного апарата «Метеор» ракету-носій 8А92М. Перші п'ять запусків КА «Метеор» проведено з космодрому Байконур, наступні, починаючи з № 6 — з космодрому Плесецьк, спочатку носіями 8А92М, а потім 11К68. У 1969 р. космічна метеорологічна система «Метеор» прийнята в експлуатацію.

## Космічні апарати, розробка яких була припинена

### Уніфіковані супутникові платформи ДС-У4, ДС-У5
Розробка платформ ДС-У4, ДС-У5 здійснювалася з ініціативи ОКБ-586 в порядку розвитку функціональних можливостей уніфікованих космічних платформ серії ДС-У.
Платформа ДС-У4 призначалася для проведення в умовах космічного польоту широкого кола наукових і прикладних досліджень, що вимагають повернення наукової апаратури і об'єктів експерименту на Землю. На відміну від попередніх модифікацій платформа ДС-У4 містила уніфіковану спасаємось капсулу, створювану в двох варіантах — біологічному і технічному — для вивчення впливу космічного середовища відповідно на живі організми й матеріальну частину, із засобами життєзабезпечення, спуску капсули та її пеленгації. Платформа є першою вітчизняною розробкою КА малорозмірних класу (до 550 кг) з повертається капсулою.
Платформа ДС-У5 стала першою в СРСР розробкою КА з розвитком орбіти. Вона призначалася для проведення наукових та прикладних досліджень навколоземного космічного простору на високих кругових (до 4000 км) і еліптичних (до 10000 км) орбітах в широкому спектрі нахилень.
Конструкція корпусу платформ ДС-У4, ДС-У5 виконана у вигляді тора із знімною верхньою кришкою, що забезпечувало зручний бесферменний монтаж апаратури та найкращі динамічні характеристики КА. Система орієнтації будувалася на принципі стабілізації обертанням. Одна з двох сонячних батарей виконувала одночасно функції жалюзі системи терморегулювання.
Розроблено ескізні проекти (1965 р.) і доповнення до ескізним проектам (1966 р.) платформ, розпочато експериментальні роботи з відпрацювання вузлів конструкції, проведено узгодження приватного технічного завдання на іоносферних комплектацію ДС-У5-І платформи ДС-У5, питань ув'язки апарата з ракетою-носієм 11К65М.
Роботи припинені в 1967 р. у зв'язку з великим перевантаженням підприємства виконанням замовлень по основній тематиці.

## Космічні апарати природо-ресурсного призначення

### Цільове призначення та історія розвитку напрямку
Завдання на розвиток напрямку робіт по використанню засобів космічної техніки для вирішення природоресурсних задач було вперше сформовано на державному рівні в Постанові ЦК КПРС і РМ СРСР від 5 травня 1977  р., що передбачає розробку і створення державної космічної експлуатаційної системи дослідження природних ресурсів Землі «Ресурс». КБ «Південне» цією Постановою доручено створення космічної підсистеми «Океан» для проведення комплексного вивчення океану в інтересах розробки теорії довгострокового прогнозу погоди і клімату і впровадження її в практику народного господарства, створення теоретичних основ раціонального використання біологічних і мінеральних ресурсів океану і забезпечення всебічної господарської діяльності на шельфі і окремих акваторіях, забезпечення оптимального та безпечного плавання, контролю за забрудненням океану.
Створення підсистеми «Океан» почалося з проведення в 1979—1982 р.р. науково-методичних експериментів з використанням космічних апаратів «Океан-Е» («Космос-1076, −1151») і АУОС-3-Р-П-ІК («Інтеркосмос-20, Інтеркосмос-21»). Космічні апарати «Космос-1076, Космос-1151», створені на модернізованій конструктивно-апаратурної базі серійного апарата «Цілина-Д» розробки КБ «Південне», були оснащені комплексами радіофізичний, оптикоелектронні і радіопередавачів, а також системою збору інформації з буйкові платформ. Основними завданнями експериментів з'явилися відпрацювання методик синхронних дистанційних вимірювань фізичних параметрів океану і атмосфери, розробка методів калібрування даних дистанційного зондування на основі даних підсупутникових вимірів, створення методик, алгоритмів та програм обробки даних супутникових вимірів і ін У цілому поставлені завдання були виконані.
У ході експериментів відпрацьовані методи вимірювань гідрофізичних параметрів у мікрохвильовому, інфрачервономПроекту та видимому діапазонах спектру електромагнітного випромінювання поверхні океану. На основі отриманого матеріалу підтверджена можливість картографування великомасштабного розподілу температури поверхні океану, швидкості вітру, кордонів і згуртованості льодового покриву, водозапаса хмар і ін Позитивні результати були отримані і в експериментах з системою збору та передачі інформації.
У 1983—1986 р.р. були реалізовані великомасштабні натурні роботи з експериментальними супутниками «Океан-ОЕ» ("Космос-1500, −Космос-1602», в яких взяли участь організації-споживачі інформації зацікавлених відомств — Державного комітету з гідрометеорології, Міністерства рибного господарства, Міністерства морського флоту, Академії наук СРСР. На вказаних космічних апаратах вперше у вітчизняній і світовій практиці реалізований режим комплексного спостереження, що забезпечував одночасне отримання радіолокаційних, радіотеплових і оптичних зображень в суміщеної смузі огляду, а також оперативну передачу цих даних з борту космічного апарата в центри прийому і безпосередньо споживачам на автономні пункти прийому.
Інформація від цих космічних апаратів використовувалася при вирішенні важливих народногосподарських завдань, у тому числі для регулярного складання середньо-і довгострокових прогнозів льодової обстановки в Арктиці в інтересах забезпечення морських операцій, освітлення льодової і гідрометеорологічної обстановки для проводки суден в екстремально важких умовах (в районі острова Врангеля в 1983 р., в Охотському морі і Татарській протоці в 1985 р.), в Антарктиці в 1985 р. і в районах роботи науково-дослідних і науково-експедиційних судів (зокрема, забезпечення виведення з льодового полону в Антарктиці судна «Михайло Сомов») та інших. При спостереженні суші космічні апарати давали корисну інформацію в частині геологічних та ґрунтових структур, ступеня зволоженості ґрунтів, динаміки розвитку льодового покриву на внутрішніх морях, озерах та річках, контролю динаміки паводкових процесів.
За час роботи космічних апаратів «Космос-1500, Космос−1602» в 1983 … 1985 р.р. 74 організаціям-споживачам передано понад 20 тисяч дубльнегативів і 30 тисяч фотовідбитків. Результати експлуатації космічних апаратів дозволили ухвалити рішення про стабілізацію складу бортової дослідницької апаратури наступних комплектацій і про створення експлуатаційної підсистеми «Океан-01».

## Космічні апарати незалежної України
Всього було виготовлено та запущено шість космічних апаратів «Океан-01»; цей же апарат надалі став базовою основою першого українського космічного апарата «Січ-1».
Отриманий досвід дав можливість з набагато більшим розумінням підійти до формування вимог до експлуатаційної системі другого етапу, що ґрунтується на використанні космічного апарата «Океан-О». Розробка цього унікального апарата, що об'єднує на одному борту радіолокації, радіометричну, оптикоелектронні (видимого і інфрачервоного діапазонів) дослідну апаратуру, широкосмугову радіолінії, апаратуру збору та передачі інформації, була виконана в 1980-1990-ті р.р.
Подальший розвиток природно-ресурсного напрямок робіт отримало в рамках Загальнодержавної національної космічної програми України (космічна система «Січ»).
У рамках міжнародної співпраці був збудований супутник для Єгипту, а також супутники для оптичного спостереження за поверхнею Землі. Наразі планується до запуску супутники Либідь та МС-2-8, також ведуться роботи над новим поколінням супутників Попередження, Інтербол-Прогноз, Січ-2М, Либідь-М, Січ-3-0 та Січ-3-Р.
На даний час на орбіті знаходяться п'ять супутників України. У квітні 2014 року з запуском Либідь їх кількість зросте до шести.